# Лишение звания, чина, ранга, класса или награды
Лише́ние зва́ния, чи́на, ра́нга, кла́сса или награ́ды — вид уголовного наказания, заключающийся в лишении лица присвоенных ему государством званий, чинов, наград и знаков отличия. Суть его заключается в негативной моральной характеристике лица со стороны государства, выражающейся в признании его недостойным носить соответствующие звания или награды, а также в лишении осуждённого льгот, привилегий, доходов и имущества, связанных с наличием определённых званий, чинов, рангов, классов или наград.
Данное наказание назначается только в качестве дополнительного (УК РФ).

## Лишение специального, воинского или почётного звания, классного чина и государственных наград вроссийском праве
Лишение специального, воинского или почётного звания, классного чина и государственных наград, согласно статье 48 Уголовного кодекса Российской Федерации 1996 года, является дополнительным видом наказания, назначаемым за совершение тяжкого или особо тяжкого преступления с учётом личности осуждённого.
Данный вид наказания может применяться к следующим категориям лиц:
- К работникам органов внутренних дел, дипломатической, таможенной, налоговой и иных служб, имеющим специальные звания.
- К лицам офицерского и армейского состава Вооружённых Сил РФ, имеющим воинские звания, перечисленные в ст. 46 Федерального закона РФ «О воинской обязанности и военной службе» от 28 марта 1998 года.
- К гражданам, которым за продолжительное добросовестное осуществление служебной деятельности и иной общественно полезной деятельности присвоены почётные звания («Народный учитель РФ», «Почётный строитель РФ», «Заслуженный подводник Российского флота», «Почётный кинолог РФ» и некоторых других).
- К государственным гражданским служащим, имеющим классные чины, перечисленные в ст. 11 Федерального закона РФ «О государственной гражданской службе Российской Федерации» от 27.07.2004 года.
- К лицам, имеющим государственные награды — звание Героя Российской Федерации, ордена, медали, знаки отличия, предусмотренные п. 27 Положения о государственных наградах Российской Федерации, утверждённого Указом Президента РФ от 2 марта 1994 года.

Если лицо одновременно относится к нескольким из перечисленных выше категорий, оно может быть лишено всех званий, чинов и наград, либо их части. Наказание может применяться вне зависимости от того, находится ли лицо на действительной службе, в отставке (запасе) или на пенсии.
Невозможно применение данного наказания к иным категориям граждан: имеющим учёные степени и звания (кандидат, доктор наук, доцент, профессор), квалификационные звания (спортивные, профессиональные разряды), награды и почётные звания, учреждаемые общественными организациями и т. д.
Это наказание не предусматривается санкциями статей Особенной части УК РФ и назначается на усмотрение суда при совершении любых тяжких и особо тяжких преступлений (максимальный срок наказания в виде лишения свободы за которые превышает 5 лет) с учётом особенностей личности подсудимого.
Данное наказание может применяться и при условном осуждении. При этом в приговоре должно быть указано, почему невозможно сохранение подсудимому этих званий и наград.
Несмотря на то, что Уголовный кодекс РФ не предусматривает ограничения действия этого наказания определённым сроком, законодательством РФ может предусматриваться возможность восстановления лица в прежнем звании, чине и т. д. после снятия или погашения судимости. Так, в соответствии с ч. 2 ст. 48 Федерального закона РФ «О воинской обязанности и военной службе» от 28 марта 1998 года, гражданин, лишённый воинского звания, после снятия или погашения судимости может быть восстановлен в прежнем воинском звании должностным лицом, имеющим право присваивать это воинское звание в соответствии с Положением о порядке прохождения военной службы. Государственные награды и почётные звания в соответствии с п. 18 Положения о государственных наградах РФ могут быть восстановлены лишь в случае реабилитации лица, а также в случае, если совершенное деяние, за которое лицо лишено государственных наград, потеряло характер общественно опасного.
Порядок исполнения этого вида наказания регулируется главой 9 Уголовно-исполнительного кодекса Российской Федерации 1996 года. Сначала суд, вынесший приговор, после вступления его в законную силу направляет копию приговора должностному лицу, присвоившему осуждённому звание, классный чин или наградившему его государственной наградой. Должностное лицо вносит в соответствующие документы запись о лишении осуждённого звания, классного чина или государственных наград, а также принимает меры по лишению его прав и льгот, предусмотренных для лиц, имеющих соответствующие звание, чин или награды; а после этого, в течение одного месяца со дня получения копии приговора, сообщает в суд об исполнении приговора.

## Лишение воинского или специального звания в правеРеспублики Беларусь
Согласно статье 60 Уголовного кодекса Республики Беларусь 1999 года при осуждении за тяжкое или особо тяжкое преступление лицо, имеющее воинское или специальное звание, может быть по приговору суда лишено этого звания. Применяется как дополнительный вид наказания.